# Sebastián Fernández (automobilista)
Sebastián Fernández Wahbeh (Caracas, 12 de julho de 2000) é um automobilista hispano-venezuelano.

## Carreira

### Campeonato de Fórmula 3 da FIA
Em 2019, Fernández foi contratado pela equipe Campos Racing para a disputa da temporada inaugural do Campeonato de Fórmula 3 da FIA. Para a disputa da temporada de 2020, ele se transferiu para a ART Grand Prix. Ele disputou a categoria sob uma licença espanhola.